# پارک کرست (پنسیلوانیا)
پارک کرست (به انگلیسی: Park Crest) یک منطقهٔ مسکونی در ایالات متحده آمریکا است که در شهرستان سچویلکیلل، پنسیلوانیا واقع شده‌است. پارک کرست ۵۴۲ نفر جمعیت دارد.